# Enborne
Enborne är en ort och civil parish i Storbritannien.   Den ligger i kommunen West Berkshire i riksdelen England, i den södra delen av landet, 90 km väster om huvudstaden London. Enborne ligger 119 meter över havet och antalet invånare är 735.
Terrängen runt Enborne är platt. Runt Enborne är det ganska tätbefolkat, med 239 invånare per kvadratkilometer. Närmaste större samhälle är Newbury, 3,5 km öster om Enborne. Omgivningarna runt Enborne är en mosaik av jordbruksmark och naturlig växtlighet.